# シリヴェストル (ペレヤスラヴリ主教)
シリヴェストル（ロシア語: Сильвестр、? - 1123年）はキエフ・ルーシ期の主教である。? - 1119年：ヴィードゥビチ修道院典院、1119年 - 1123年：ペレヤスラヴリ主教。『原初年代記』の諸本の一系統である『ラヴレンチー年代記』の編纂に携わった。

## 生涯
『ラヴレンチー写本』の1110年の頁の後に、「聖ミハイル（:ヴィードゥビチ修道院を指す）の典院シリヴェストルは年代記者たちと共に著述をなした」という主旨の記述がある。また、シリヴェストルはネストルが書き上げていた年代記（原初年代記の諸本の1つ）を、1116年からシリヴェストルの死去する1123年の初めまでの間に書き換える作業を行っていたとみられる。 その作業は再筆のみならず、再編・加筆もなされたと考えられている。 
シリヴェストルの出生地・出生年については知られていない。1119年1月1日にペレヤスラヴリ主教に叙され、1124年4月23日に同地で死亡した。キエフ・ペチェールシク修道院の墓地の1つは、シリヴェストルの埋葬地とみなされている。